# Лопер, Ян де
Ян де Лопер (нидерл. Jan de Looper; 2 мая 1914, Хилверсюм, Северная Голландия — 23 июня 1987, Хилверсюм, Северная Голландия) — нидерландский хоккеист на траве, вратарь. Бронзовый призёр летних Олимпийских игр 1936 года.

## Биография
Ян де Лопер родился 2 мая 1914 года в нидерландском городе Хилверсюм.
Играл в хоккей на траве за «Хилверсюмсе».
В 1936 году вошёл в состав сборной Нидерландов по хоккею на траве на летних Олимпийских играх в Берлине и завоевал бронзовую медаль. Играл на позиции полузащитника, провёл 5 матчей, пропустил 10 мячей (четыре от сборной Франции, три — от Германии, два — от Бельгии, один — от Швейцарии). 
Умер 23 июня 1987 года в Хилверсюме.

## Семья
Старший брат — Хенк де Лопер (1912—2006), нидерландский хоккеист на траве. Участник летних Олимпийских игр 1936 и 1948 годов.